# Gmina Vaxholm
Gmina Vaxholm (szw. Vaxholms kommun) – gmina w Szwecji, w regionie Sztokholm, z siedzibą w Vaxholm.
Pod względem zaludnienia Vaxholm jest 218. gminą w Szwecji. Zamieszkuje ją 9904 osób, z czego 50,48% to kobiety (5000) i 49,52% to mężczyźni (4904). W gminie zameldowanych jest 334 cudzoziemców. Na każdy kilometr kwadratowy przypada 173,75 mieszkańca. Pod względem wielkości gmina zajmuje 278. miejsce.